# アンズ
アンズ（杏子・杏、学名: Prunus armeniaca）は、バラ科サクラ属の落葉小高木から高木である。アプリコット（Apricot）と英名で呼ばれることもある。別名、カラモモ（唐桃）。中国北部で形成された東洋系の品種群には、ウメとの交雑の痕跡がある。原産地は中国の山東省、河北省の山岳地帯から中国東北地方の南部、ペルシャからヒマラヤにかけたかなり広い地域と言われている。学名のPrunus armeniaca は、ヨーロッパにおいては近世にいたるまでアルメニア (Armenia) が原産地と考えられていたためつけられたもの（『産地』節も参照）。

## 名称
和名アンズは、杏子の唐音とされている。古名は、カラモモである。中国原産で、中国植物名は杏（きょう）。
中国大陸から日本への渡来は古く、日本最古の本草書『本草和名』（918年）には、漢字を「杏子」、和名「カラモモ」とある。標準和名アンズの読みは、江戸時代になってから、漢名の杏子を唐音読みでアンズとなったといわれている。

## 特徴
中国の北東部、山東省、河北省、山西省、黄河より北の原産といわれる。日本では、長野県、山梨県、山形県を中心に栽培されている。
落葉広葉樹の小高木。樹皮は暗灰褐色でやや赤みを帯び、縦に割れ目が入る。一年枝は赤褐色でやや光沢があり無毛。
開花期は春（3 - 4月頃）。サクラよりもやや早く、葉に先立って淡紅色の花を咲かせる。花は一重咲きのほか、八重咲きの品種もある。葉は卵円形で葉縁には鋸歯がある。
花は美しいため花見の対象となることもある。自家受粉では品質の良い結実をしないために、他品種の混植が必要であり、時には人工授粉も行われることがある。6 - 7月には収穫期を迎え、ウメによく似た果実は橙黄色に熟し、果肉は赤みを帯びて核と離れやすくなる。果実の表面には、細かな産毛が密生する。果実を利用するため栽培されている。
冬芽は互生し、広卵形で暗褐色から赤褐色をしており、多数の芽鱗に包まれている。花芽は葉芽よりも大きく、葉痕部は膨らんでいる。葉痕は半円形や楕円形で、維管束痕が3個つく。
アーモンドやウメ、スモモと近く、容易に交雑する。ただし、ウメの果実は完熟しても果肉に甘みを生じず、種と果肉が離れないのに対し、アンズは熟すと甘みが生じ、種と果肉が離れる（離核性）。またアーモンドの果肉は、薄いため食用にしない。耐寒性があり比較的涼しい地域で栽培されている。
- 花
- 果実
- 種子
- 若い実
- 果実
- 大きさの比較

## 育て方

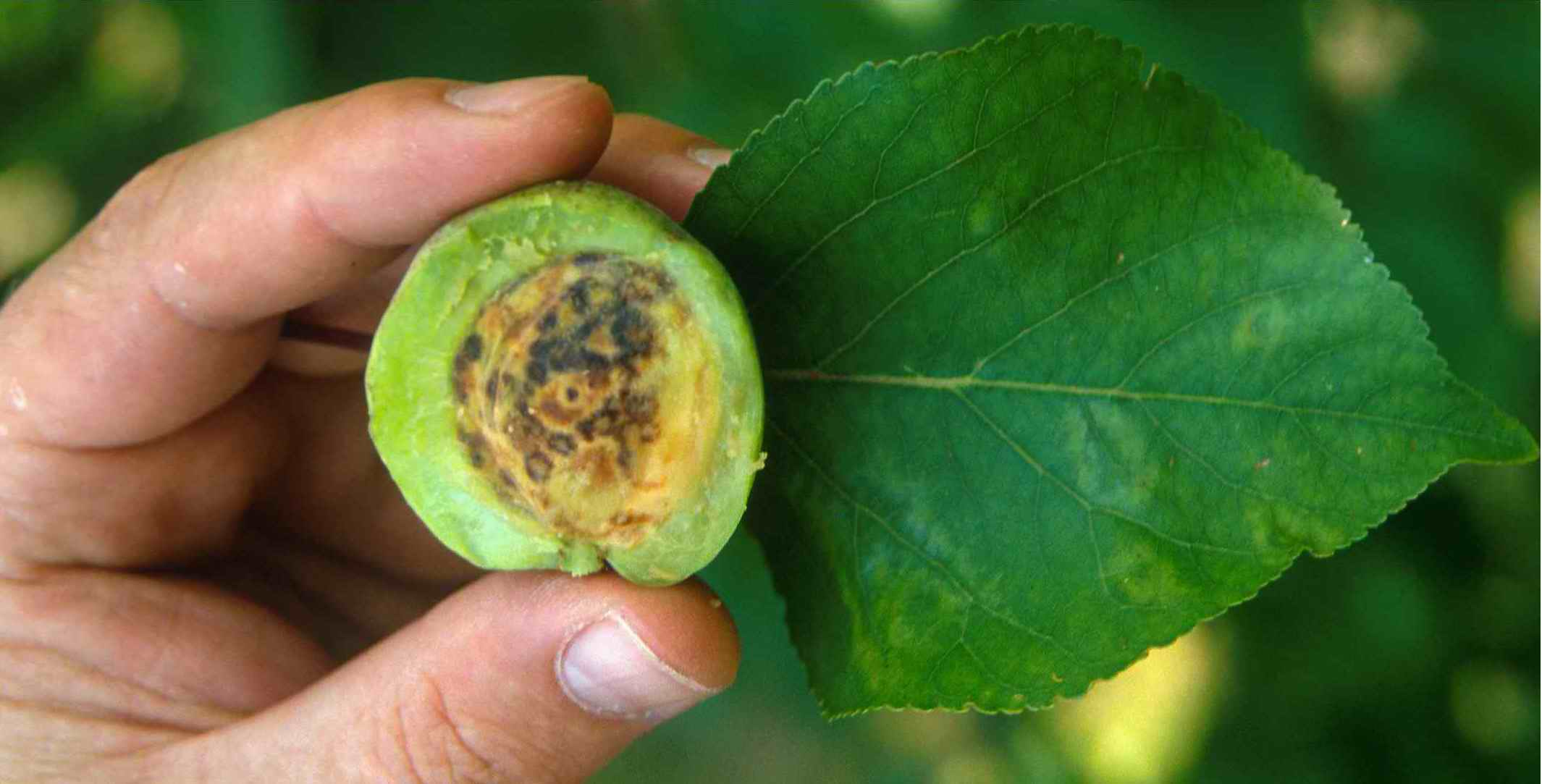
プラムポックスウイルスに感染したアンズ

病害虫に注意する。防除体系（防除暦）に基づき適切な農薬使用を行う。冷涼地、乾燥地では無農薬栽培が可能。
一年生の植物と異なり、アンズなどの樹木に実る果実はその種を播いても同じ物は実らない。従って苗は接ぎ木によって増やされる。接ぎ木には、2月下旬から3月中旬頃に行う休眠枝つぎや、秋口に行う芽つぎが用いられる。

### 肥料
ホウ素欠乏土壌では実の外観不良が発生しやすく、ホウ素欠乏抑制のため施肥管理が重要。成木ではカリ、燐酸を多めにする。

## 産地
中国原産であるが、日本へは渡来種とされ、弥生時代以降の遺跡から出土している。果樹として栽培の歴史は古く、愛媛、広島など瀬戸内地方、青森県津軽地方が古い産地である。広島大実などの品種がある。
長野県ではアンズの栽培が盛んだが、そのきっかけは300年以上も昔に遡る。伊予宇和島藩のお姫様がこの地に輿入れする際、故郷の花を忘れないためアンズを持ち込み、城内に植えたのが始まりとされている。
ヨーロッパへはイタリア半島にインドやペルシアを通じて伝わった。古代ローマへは紀元前にすでに伝わっていたとも、1世紀ごろにギリシャまたはアルメニア経由で伝わったともされる。イギリスへは14世紀の中頃か16世紀の初めに伝わり、フランスでは17世紀にようやく南部で栽培が始まった。アメリカ大陸へはスペイン経由で18世紀に伝わった。

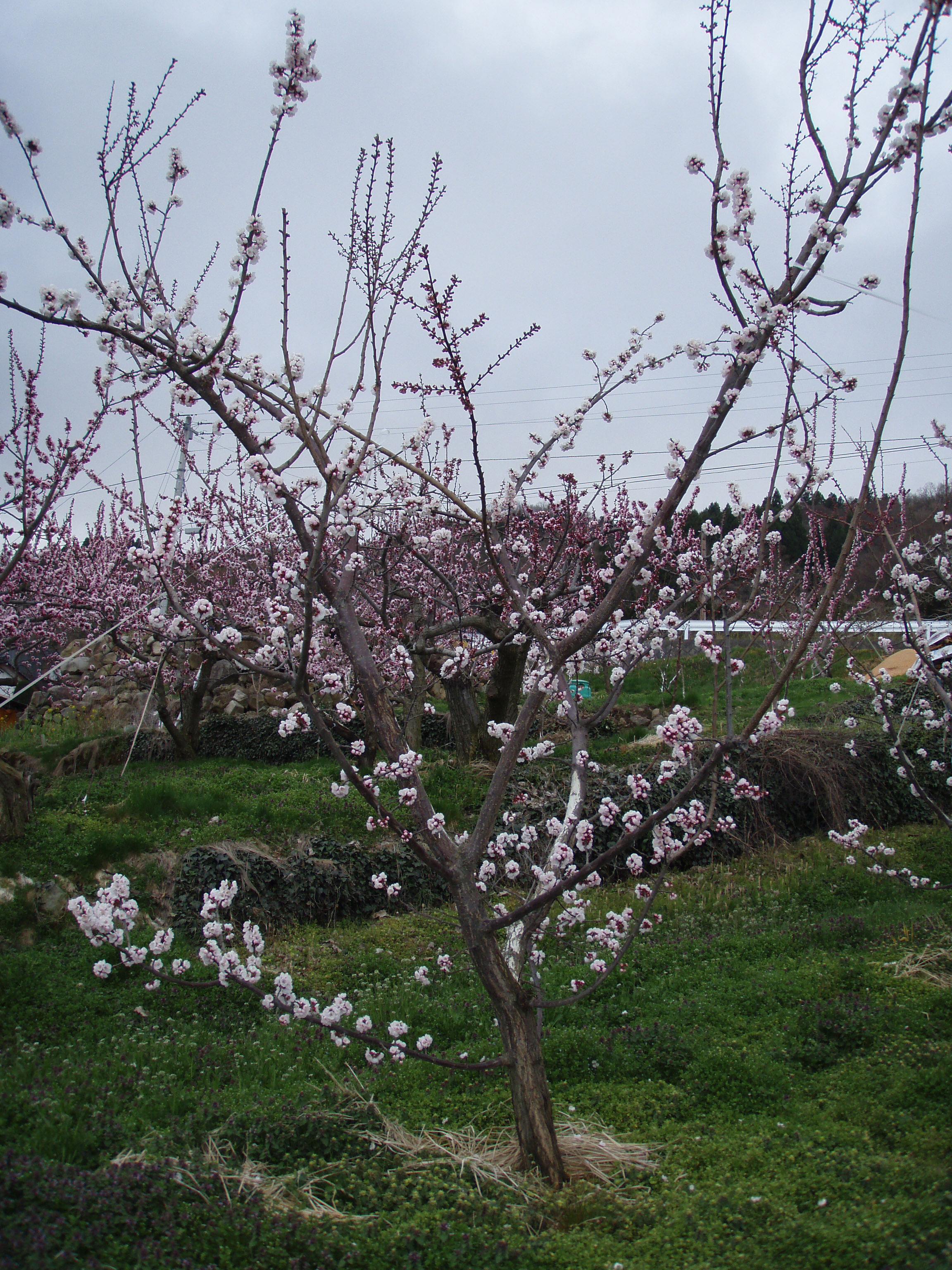
定植後、7年

### 日本
- 長野県千曲市の森地区は日本一のあんずの里として知られる。
- 青森県南部町（旧名川町）：「八助梅」と呼ばれる。
- 山形県
- 福島県
- 広島県福山市田尻町は「杏の里」と呼ばれている。
- 愛媛県宇和島市でも市の花に指定されている。
- 福岡県福津市には「あんずの里運動公園」がある。
- 熊本県山鹿市（旧鹿本郡菊鹿町）には「あんずの丘」という観光施設がある。

### 世界
- 米国カリフォルニア州が世界一の産地[15]。
- 中国・黄土高原の緑化事業でも栽培が始められている。
- トルコ
- 南アフリカ
- イラン

## 品種
大別すると、中央アジアからヨーロッパに広まった西洋系と、中国から日本へ渡った東洋系に分かれる。ヨーロッパ、中央アジアで発展したアプリコットは甘い品種が多く、東アジアで発展したアンズは酸味が強い品種が多い傾向がある。
- 東洋系：平和、新潟大実、信州大実、広島大実、山形3号、八助、鏡台丸、信月、信山丸、さつき、昭和
- 西洋系：ハーコット、ゴールドコット、プリン

| 品種名                             | 経歴 | 果重       | 主用途                                           | 収穫時期          |
| ---------------------------------- | --- | ---------- | ------------------------------------------------ | ----------------- |
| 山形3号                            | 山形原産で昭和初期から生産される。 | 40 - 50g   | 干し杏やジャム                                   | 6月下旬           |
| 平和（へいわ）                     | 大正時代の初期の偶発実生。第一次世界大戦の終結を記念して大正8年命名                                                                    | 50 - 70g   | 干し杏やジャム                                   | 6月下旬 - 7月上旬 |
| 幸福丸（こうふくまる）             | 長野県内生産者の畑で日本＋欧州系アンズの偶発実生                                                                                       | 70 - 80g   | 生食                                             | 6月下旬           |
| 信陽（しんよう）                   | 「山形3号」と「甚四郎」の交雑実生 | 40 - 50g   | 干し杏やジャム、肉崩れしやすくシロップ漬け不向き | 6月下旬 - 7月上旬 |
| さつき                             | 「平和」と「昭和」の選抜実生 | 50 - 60g   | シロップ漬け、ジャム                             | 6月下旬 - 7月上旬 |
| 昭和（しょうわ）                   | 昭和15年頃、森地区の生産者の畑での偶発実生                                                                                             | 30 - 40g   | シロップ漬け、ジャム                             | 7月上旬           |
| ハーコット                         | カナダ生まれ「モールデン604」と「NJAI」（フェルプス×パーフェクション）の 選抜実生で1979年長野県に導入された                            | 50 - 140g  | 糖度が高く生食に適                               | 7月上旬           |
| 信山丸（しんざんまる）             | 長野県果樹試験場による山形3号の実生選抜、1980年登録品種                                                                                | 40 - 50g   | 生食と加工                                       | 7月上旬           |
| 新潟大実（にいがたおおみ）         | 新潟原産で昭和初期から生産される | 40 - 60g   | シロップ漬け、ジャム、干し杏                     | 7月上旬           |
| 信州大実（しんしゅうおおみ）       | 長野県果樹試験場が「新潟大実」と「アーリーオレンジ」を交配し作出、1980年登録品種                                                       | 80 - 100g  | 生食と加工                                       | 7月中旬           |
| 信月（しんげつ）                   | 1961年長野県果樹試験場が「新潟大実」と「チルトン」を交配し作出、1992年品種登録                                                         | 70 - 90g   | シロップ漬けに優れる                             | 7月下旬           |
| 八助（はちすけ）                   | 青森県南部地方および岩手県北部の在来種、通称八助梅                                                                                     | 70 - 100g  | 梅漬け、梅酒用                                   |                   |
| おひさまコット（旧名サニーコット） | アンズ筑波五号（ニューキャッスルアーリー×甲州大実）にハーコットを交雑し作出。 農業食品産業技術総合研究所 果樹研究所育成種 2009品種登録 | 110 - 120g | 糖度が高く生食に適                               | 7月中旬           |
| ニコニコット                       | ライバルにアンズ筑波五号を交雑し作出。 農業食品産業技術総合研究所 果樹研究所育成種 2009品種登録                                        | 90g前後    | 糖度が高く生食に適                               | 7月中旬           |

- 花 ハーコット種
- 花 信州大実種

## 利用
果実は生食のほか、ジャムや乾果物、果実酒などにして利用される。薄い桃色の花は花材にもされる。果実の果肉は、カロテン（ビタミンA）・B2・Cのほか、クエン酸、リンゴ酸などの有機酸、スクロースなどの糖分5 - 10%を含む。未成熟な種子や果実には、青酸配糖体の一種アミグダリンが含まれる。
種子（仁）は、アミグダリンを約3%、脂肪油を約35%、ステロイドなどを含んでおり、杏仁（きょうにん）と呼ばれる咳止め（鎮咳）や去痰、風邪の予防の生薬（日本薬局方に収録）として用いられている。また種子は、杏仁豆腐の独特の味を出すために使用される。

### 食用

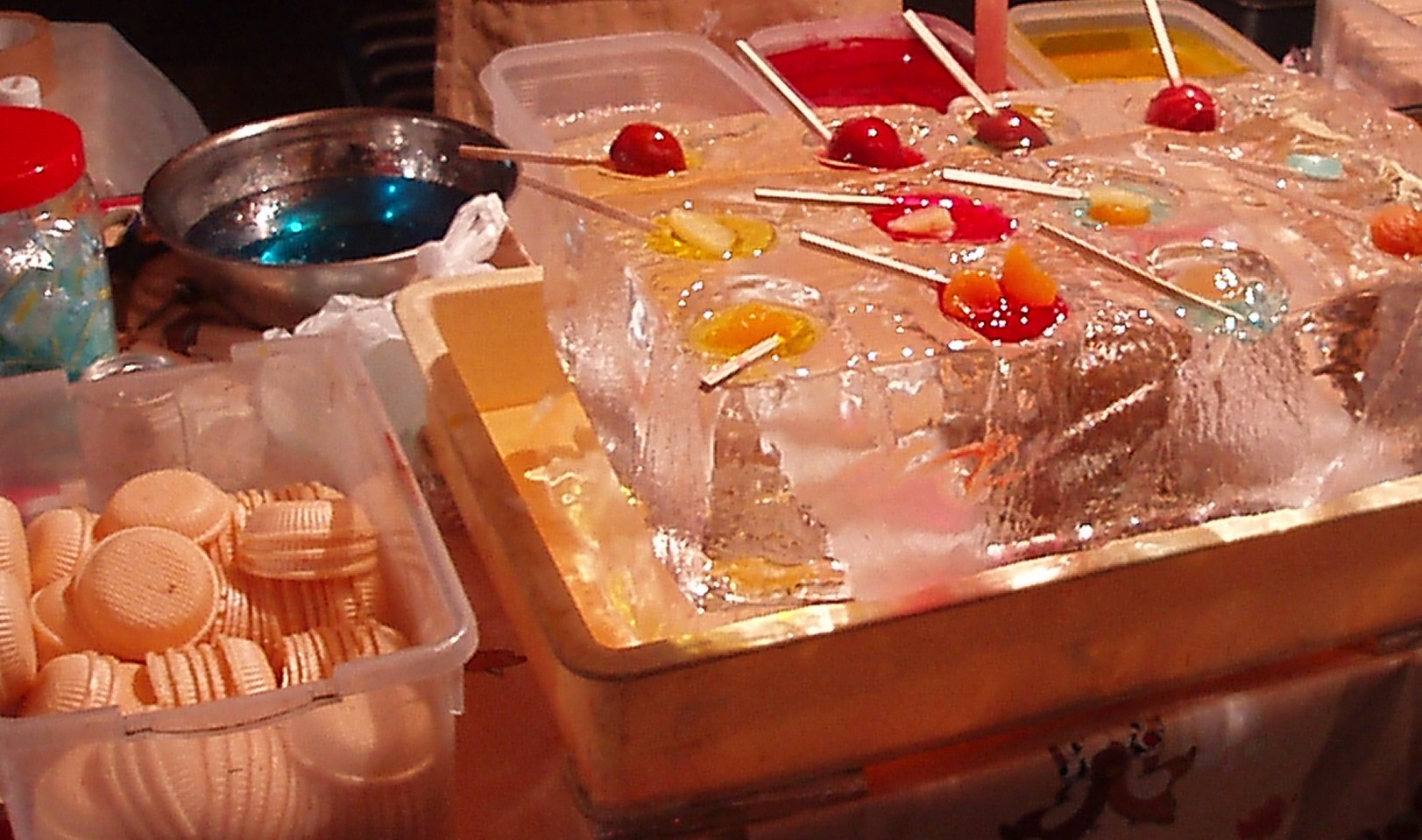
あんず飴

アンズは春に花が咲き、6 - 7月に旬を迎える出回り期の短い果物である。橙黄色に熟した果実の果肉は、そのまま生食してもおいしく、核（種子）を除いて1週間ほど日干しにすれば干しアンズになる。カナダで育成されたハートコットは甘味が強い生食用品種であるが、日本在来種は酸味が強く、生食に向かないものが多いため、干しアンズやシロップ漬けなどの加工品になる。また、生の果肉か干しアンズを使って、砂糖を加えてとろ火で煮るとアンズジャムができる。シロップ漬けは、干しアンズを広口瓶に入れて、水に砂糖を入れて一度煮立ててから冷ました砂糖水を注いで、2週間ほどおいて作る。料理では、杏仁豆腐などがある。アンズ酒は、6月ころに収穫した青い未熟果を、35度の焼酎1.8リットルに1キログラムの割合で漬け込んで、3か月ほど冷暗所において作る。出来上がったら漬けた果実は取り除く。
- あんず飴（スモモを使用したものがある）
- ワイン
- 杏仁（あんにん） - 種子の中にある仁（じん）は、杏仁（きょうにん）という名の漢方になる苦い仁と、杏仁（あんにん）とよばれる菓子に使われる甘い仁がある[8]。中華のデザート杏仁豆腐にも使われ、本来は薬膳料理であり、甘い杏仁（あんにん）の粉を寒天でかためてシロップに入れたものである[8]。現在デザートとして作られているものは、杏仁と同じ芳香成分ベンズアルデヒドをもつアーモンドエッセンスで風味をつけていることが多い[27][28]。
  - アマレット

かつて未熟果が『姫子』の名称で果実酒用や漬け物用として販売されていたが、残留農薬基準の強化に伴う一律基準の導入により、基準を満たせないため販売されなくなった。

### 薬用

#### 漢方と民間療法
本種またはその他近縁植物の種子は杏仁（きょうにん）または杏子（きょうし）、果実は杏子または杏実（きょうじつ）と呼ばれる生薬であり、日本薬局方にも収録されている。鎮咳、去痰、嘔吐に用いるほか、麻黄湯、麻杏甘石湯、杏蘇散などの漢方処方に用いられる。キョウニンを水蒸気蒸留して精製したものがキョウニン水で、鎮咳に用いる。杏仁は熟した果実を採集して、核を除いて種子をとって天日乾燥して調製する。果実は生でも天日干しにしたもの、どちらも薬用にできる。
民間療法では、咳、喘息、便秘に、生の果実を1日1 - 2個食べてもよく、種子（杏仁）は1日量2 - 5グラムを400 ccの水で煎じて、3回に分けて服用する用法が知られている。下痢しやすい人や、妊婦には服用禁忌とされる。
滋養保健、冷え性、低血圧の改善に、アンズ酒を就寝前に盃1杯ほど飲むのが良いといわれている。種子は、脂肪油を含み、脂肪油はのどの腫れや痰の排出に役立つとされる。
しかし、アミグダリン（青酸配糖体）は酵素の働きで青酸を生じ、微量で呼吸や血管の中枢を興奮させ、大量でめまい、吐き気、動悸、息切れなどの中毒症状や麻痺がおこるので、生の果実の多量摂食や種子の多量服用は禁忌である。解毒するには、アンズの樹皮を煎じて飲むとよいといわれている。
- あんず酢
- ヘアオイル（髪油）

#### 医学的知見
アンズの種子に含まれるアミグダリン（青酸配糖体）はサプリメントなどに配合され、俗に「がんに効く」などとわれているが、人を対象にした信頼性の高い研究でがんの治療や改善、延命に対して効果はなく、むしろ青酸中毒を引き起こす危険性があると報告されている。過去にアミグダリンをビタミンの一種とする主張があったが、生体の代謝に必須な栄養素ではなく欠乏することもないため、現在では否定されている。アメリカ食品医薬品局(FDA)は、治療に何の効果も示さない非常に毒性の高い製品であり、本来の医療を拒否したり開始が遅れることにより命が失われていると指摘し、アメリカでの販売を禁じている。
古くから葉や種子は生薬として使用されてきたが、これはアミグダリンを薬効成分としてごく少量使い、その毒性を上手に薬として利用したものである。薬効を期待して利用する場合は必ず医療従事者に相談し、自己判断での摂取は避けるようにする。
食薬区分においては、キョウニン（アンズ／クキョウニン(苦杏仁)／ホンアンズの種子）は「専ら医薬品として使用される成分本質 (原材料)」（医薬品）にあたり、食品、健康食品としての流通はできない。
カンキョウニン（甜杏仁）は「医薬品的効能効果を標ぼうしない限り医薬品と判断しない成分本質 (原材料)」（非医薬品）にあたり、食品、健康食品としての流通はできるが医薬品的な効能効果を表示することはできない。日本のアンズの仁はほとんどがアミグダリンを多量に含む苦杏仁である。

### 安全性
アンズ、ウメ、モモ、スモモ、アーモンド、ビワなどのバラ科サクラ属植物の種子（種皮の内部にある胚と胚乳からなる仁）には、種を守るために青酸配糖体であるアミグダリンが多く含まれ、未熟な果実や葉、樹皮にも微量含まれる。
アミグダリン自体は無毒であるが、経口摂取することで、同じく植物中に含まれる酵素エムルシンや、ヒトの腸内細菌がもつ酵素β-グルコシダーゼによって体内で分解され、シアン化水素（青酸）を発生させる。
シアン化水素はごく少量であれば安全に分解されるが、ある程度摂取すれば嘔吐、顔面紅潮、下痢、頭痛等の中毒症状を生じ、多量に摂取すれば意識混濁、昏睡などを生じ、死に至ることもある。
熟した果肉や加工品を通常量摂取する場合には、安全に食べることができる。
アミグダリンは果実の成熟に従い、植物中に含まれる酵素エムルシンによりシアン化水素（青酸）、ベンズアルデヒド（アーモンドや杏仁、ビワ酒に共通する芳香成分）、グルコースに分解されて消失する。この時に発生する青酸も揮散や分解で消失していく。また、加工によっても分解が促進される。
しかし、種子のアミグダリンは果肉に比べて高濃度であるため、成熟や加工によるアミグダリンの分解も果肉より時間がかかる。種子がアミグダリンをもつのは自分自身を守るためにあると考えられ、外的ショックを受けてキズが入った種子には1000 - 2000ppmという高濃度のシアン化水素を含むものもある。生の種子を粉末にした食品の中には、小さじ1杯程度の摂取量で安全に食べられるシアン化水素の量を超えるものある。2017年に高濃度のシアン化合物（アミグダリンやプルナシン）が含まれたビワの種子の粉末が発見されたことにより、厚生労働省は天然にシアン化合物を含有する食品と加工品について、10ppmを超えたものは食品衛生法第6条の違反とすることを通知した。海外ではアンズの種子を食べたことによる死亡例が報告されている。欧州食品安全機関（EFSA）は、アミグダリンの急性参照用量(ARfD）（毎日摂取しても健康に悪影響を示さない量）を20μg/kg体重と設定した。その量は小さなアンズの仁で小児は半分、成人は1 - 3個程度である。急性中毒については小児で5個以上、成人で20個以上との報告がある。アミグダリンの最小致死量は50mg/kgであり、3gのサプリメント摂取による死亡報告がある。
厚生労働省は、アンズやビワなどの種子を利用したレシピの掲載についても注意喚起を行っている。家庭で生のアンズやビワの仁から杏仁豆腐を作ると、調理実験により数分煮るだけではシアン化物が全て除去されないことが報告されている。場合によっては1 - 2食分の杏仁豆腐でシアン化物の急性参照用量(ARfD)を超えることが考えられる。

### 材木
- 柱、敷居